# Manfred Gehmert
Manfred Gehmert (* 1. November 1931 in Demmin; † 25. Juni 2020 in Neubrandenburg) war ein deutscher General der Nationalen Volksarmee der Deutschen Demokratischen Republik. Er war Chef der Militärakademie „Friedrich Engels“.

## Leben

### Herkunft und Ausbildung
Manfred Gehmert wuchs als Sohn eines Schlossers in einer Arbeiterfamilie unter einfachen Verhältnissen in Demmin auf. Dort absolvierte er die Volksschule und nahm anschließend eine Lehre zum Elektriker auf. 1947 bis 1949 arbeitete er als Demontagearbeiter (Spreng-, Holz- und Tiefbauarbeiten) in Demmin.
Mit seinem freiwilligen Eintritt am 1. Dezember 1949 in die bewaffneten Organe der DDR wurde Gehmert Angehöriger der  Deutschen Volkspolizei und entschloss sich, die Offizierslaufbahn einzuschlagen. Im selben Jahr wurde er als Offiziersschüler an die VP-Schule Rostock versetzt, zum Offizier der Hauptverwaltung Ausbildung (HVA) ausgebildet und 1950 zum ersten Offiziersdienstgrad ernannt. Berufsbegleitend schloss er die 10. Klasse in den Grundlagenfächern ab.

### Laufbahn im Truppen- und Stabsdienst
Manfred Gehmert war in seiner ersten Offiziersdienststellung 1950 und 1951 als Zugführer in der VP-Bereitschaft Brandenburg-Hohenstücken eingesetzt.
Von 1951 bis 1952 absolvierte er als Kursant die  Offizierschule in Dresden. Er wurde in die Kasernierte Volkspolizei (KVP) übernommen. Dieser Ausbildung folgte von 1952 bis 1956 der Einsatz als Kompaniechef und als Stellvertreter des Bataillonskommandeur in der KVP-Bereitschaft Hohenstücken. 1953 wurde er Mitglied der SED.
Von 1956 bis 1957 erfolgte der Einsatz als Bataillonskommandeur, zunächst in der KVP-Bereitschaft Oranienburg. Da Gehmert in die Nationale Volksarmee übernommen wurde, war er in den Aufbau des ersten NVA-Regiments mit der Bezeichnung Infanterieregiment IR-1 am Standort Oranienburg einbezogen. Ende 1956 erhielt der Truppenteil die Bezeichnung Mot.-Schützenregiment MSR-1.
1957 belegte Gehmert ein Studium an der Hochschule für Offiziere der NVA in Dresden, das er 1958 abschloss. Unmittelbar danach erfolgte der Einsatz als 1. Stellvertreter des Kommandeurs des Mot.-Schützenregimentes MSR-1 (StKA/MSR-1) in Oranienburg.
Von 1960 bis 1963 war Gehmert Kommandeur des Mot.-Schützenregimentes MSR-3 in Brandenburg-Hohenstücken.
Von 1964 bis 1967 absolvierte Manfred Gehmert in der UdSSR das dreijährige Direktstudium für Truppenkommandeure der operativ-taktischen Führungsebene an der sowjetischen Militärakademie „M.W. Frunse“ in Moskau, das er als Diplom-Militärwissenschaftler (Dipl.-Mil.) 1967 abschloss.
Nach dem Diplomstudium folgte 1967 bis 1968 der Einsatz als Kommandeur des Mot.-Schützenregimentes MSR-27der 8. Mot.-Schützendivision am Standort Schwerin-Stern Buchholz.
Von 1968 bis 1971 war er 1. Stellvertreter des Kommandeurs der 8. Mot.-Schützendivision am Standort des Stabes in Schwerin.
Von 1971 bis 1973 absolvierte Manfred Gehmert in einem zweijährigen Direktstudium an der Militärakademie des Generalstabes der Streitkräfte der UdSSR „K.J. Woroschilow“ in Moskau eine operativ-strategische Kommandeursausbildung, die er 1977 mit dem Diplom der Generalstabsakademie abschloss.
Nach seiner Rückkehr aus der UdSSR erfolgte ab September 1973 der Einsatz als Kommandeur der 9. Panzerdivision der NVA am Standort des Stabes in Eggesin.
1977 wurde er Stellvertreter des Chefs und Chef des Stabes des Militärbezirkes V in Neubrandenburg. Am 7. Oktober 1977 wurde Manfred Gehmert zum Generalmajor ernannt.
1979 übernahm Gehmert die Dienststellung Chef des Militärbezirkes V (Neubrandenburg). Am 1. März 1981 erfolgte die Beförderung zum Generalleutnant. Ende 1986 übergab Gehmert seine Dienststellung an den Nachfolger Generalmajor Horst Sylla.

### Tätigkeit an der Militärakademie
1986 wurde Manfred Gehmert als Chef der Militärakademie „Friedrich Engels“ eingesetzt und dort zum ordentlichen Professor berufen.
Von Juni 1986 bis März 1990 war er Abgeordneter der Volkskammer und Mitglied des Ausschusses für Nationale Verteidigung.
Nach der friedlichen Revolution in der DDR wurde Gehmert am 1. März 1990 von Generalleutnant Hans Süß in der Funktion als Chef der Militärakademie abgelöst. Ab April 1990 versah er seinen Dienst beim Chef des Hauptstabes der NVA am Standort Strausberg.
Im Vorfeld der Auflösung der Nationalen Volksarmee wurde Manfred Gehmert am 30. September 1990 entlassen.
Er lebte zuletzt bei Neubrandenburg und verstarb dort 2020.

## Auszeichnungen in der DDR
- Vaterländischer Verdienstorden in Bronze und in Silber
- Kampforden „Für Verdienste um Volk und Vaterland“ in Bronze und in Gold